# Le Massegros (kanton)

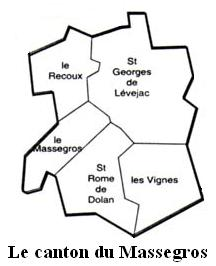
A kanton községei

Le Massegros kanton (franciául Canton du Massegros) Lozère megye Floraci kerületének egyik kantonja; a megye nyugati részén, Aveyron megye határán fekszik, központja Le Massegros.
Területe 159,09 km², 1999-ben 866 lakosa volt, népsűrűsége 5,4 fő/km². A megye legkisebb népességű kantonja.
5 község tartozik hozzá, melyek egyben a Causse du Massegros Településtársulást alkotják 1996. december 31. óta.
A kanton képviselője a megyei képviselőtestületben (conseil général) Le Massegros volt polgármestere, Jean-Paul Pourquier (UMP), aki egyben a testület elnöke is 2004 óta.
A kanton területének 19,9%-át (31,66 km²) erdő borítja.

## Községek
| Község neve              | Terület (km²) | Népesség (1999, fő) | Népsűrűség (1999, fő/km²) |
| ------------------------ | ------------- | ------------------- | ------------------------- |
| Le Massegros             | 17,94         | 322                 | 18                        |
| Le Recoux                | 23,69         | 110                 | 4,6                       |
| Saint-Georges-de-Lévéjac | 56,26         | 243                 | 4,3                       |
| Saint-Rome-de-Dolan      | 32,63         | 73                  | 2,2                       |
| Les Vignes               | 28,84         | 118                 | 4,1                       |
| Le Massegros kanton      | 159,09        | 866                 | 5,4                       |

## Népesség
| Év   | Lakosság |
| ---- | -------- |
| 1962 | 1017     |
| 1968 | 956      |
| 1975 | 868      |
| 1982 | 839      |
| 1990 | 833      |
| 1999 | 866      |